# Reprezentacja Australii na Mistrzostwach Świata w Narciarstwie Klasycznym 2011
Reprezentacja Australii na Mistrzostwach Świata w Narciarstwie Klasycznym 2011 liczy 7 sportowców.

## Medale

### Złote medale
Brak

### Srebrne medale
Brak

### Brązowe medale
Brak

## Wyniki

### Biegi narciarskie mężczyzn
Bieg na 15 km
- Ben Sim – 59. miejsce
- Callum Watson – 66. miejsce
- Ewan Watson – 67. miejsce
- Mark van der Ploeg – 71. miejsce
- Chris Darlington – odpadł w kwalifikacjach
- Nick Grimmer – odpadł w kwalifikacjach

Sprint
- Chris Darlington – odpadł w kwalifikacjach
- Nick Grimmer – odpadł w kwalifikacjach
- Mark van der Ploeg – odpadł w kwalifikacjach
- Ben Sim – odpadł w kwalifikacjach

Bieg łączony na 30 km
- Ben Sim – nie ukończył
- Ewan Watson – nie ukończył
- Callum Watson – nie ukończył
- Nick Grimmer – nie ukończył

Sprint drużynowy
- Ben Sim, Callum Watson – 19. miejsce

Sztafeta 4x10 km
- Ben Sim, Callum Watson, Ewan Watson, Mark van der Ploeg – 16. miejsce

Bieg na 50 km
- Ben Sim – 63. miejsce
- Callum Watson – 66. miejsce
- Ewan Watson – 72. miejsce
- Chris Darlington – 73. miejsce

### Biegi narciarskie kobiet
Sprint
- Esther Bottomley – odpadła w kwalifikacjach

Bieg łączony na 15 km
- Esther Bottomley – 52. miejsce